# Lycoris aurea
Lycoris aurea är en amaryllisväxtart som först beskrevs av L'hér., och fick sitt nu gällande namn av Herb.. Lycoris aurea ingår i släktet Lycoris och familjen amaryllisväxter. Inga underarter finns listade i Catalogue of Life.

## Bildgalleri

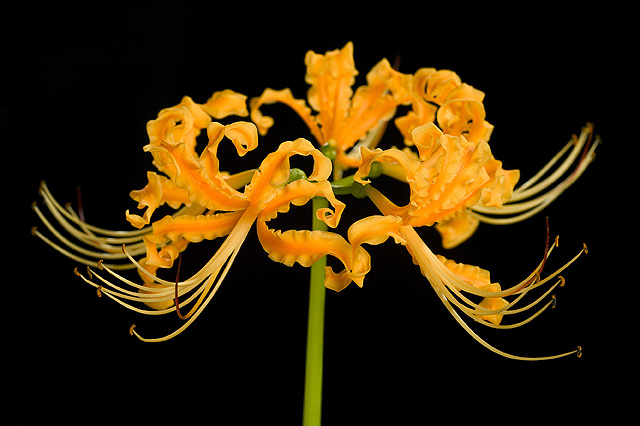
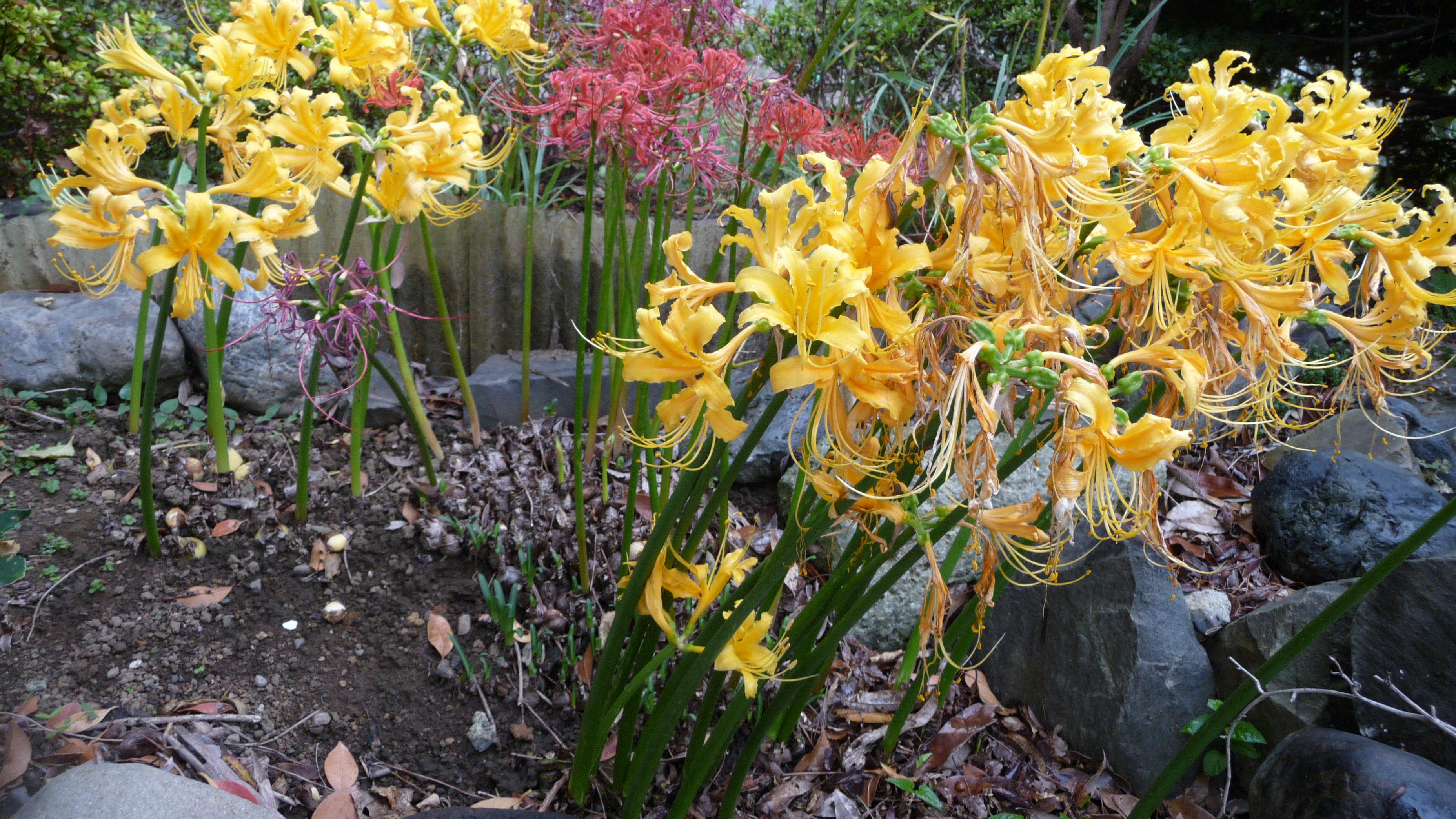